# Awesome (Fenstermanager)
awesome ist ein in C und Lua geschriebener dynamischer Fenstermanager für das X Window System. Er unterstützt Tiling, Stacking und andere Fensterlayouts. Als eine Abspaltung von dwm gestartet, entwickelte er sich zu einem Framework Window Manager, da er komplett in Lua konfiguriert wird. awesome wurde unter GNU GPL lizenziert.
Der ursprüngliche Name der Abspaltung war jdwm, wobei „jd“ die Initialen des Hauptentwicklers sind und „dwm“ an den Ursprung des Fenstermanagers erinnern soll. Später wurde er zu awesome umbenannt, in Anlehnung an die gleichnamige Redewendung des Charakters „Barney Stinson“ aus How I Met Your Mother. awesome wurde offiziell am 20. September 2007 auf der dwm-Mailingliste angekündigt.

## Funktionen
- Statusanzeigen und andere Widgets, wie Text- und Bildfelder, Grafiken, Fortschrittsanzeigen usw.
- Aussehen kann mit Themes verändert werden.
- Zum Bedienen wird keine Maus benötigt.
- D-Bus-Unterstützung
- Wird komplett über ein Lua-Konfigurations-Skript angepasst.
- Native Multi-Head-Unterstützung
- EWMH-Unterstützung

aus awesomewm.org

## Konfiguration
Von Anfang an war awesome als eine dwm-Abspaltung mit externer Konfigurationsdatei gedacht. Vor der dritten Version sollte jene möglichst einfach konfigurierbar sein, was zuerst mit libconfig und später mit libconfuse realisiert wurde.

### Konfiguration mit Lua
Am 20. Mai 2008 kündigte Danjou auf der awesome-Mailingliste an, dass in Version 3.0 Lua als Konfigurationssprache benutzt würde. Damit beherrscht awesome bedingte Anweisungen und andere typische Funktionen von Programmiersprachen, welche die Konfiguration dynamisch machen und somit ein breites Spektrum an Konfigurationsmöglichkeiten bieten.
Die API-Referenz ist auf der Homepage von awesome zu finden.

## Verfügbarkeit
awesome ist auf vielen unixoiden Betriebssystemen verfügbar, unter anderem Arch Linux, Debian, Fedora, Gentoo, openSUSE, PLD Linux, Ubuntu, Source Mage GNU/Linux, T2 SDE, FreeBSD, NetBSD und OpenBSD.
Eine Liste unterstützter Pakete kann auf der Download-Webseite gefunden werden.